# Дронго бронзовий
Дронго бронзовий (Dicrurus aeneus) — вид горобцеподібних птахів родини дронгових (Dicruridae).

## Поширення
Вид поширений в Південній та Південно-Східній Азії від Західних Гатів в Індії та Гімалаїв в Непалі до острова Хайнань (Китай) та Калімантану. Ізольована популяція існує на Тайвані. Мешкає у різноманітних лісових середовищах, але уникає густих тропічних лісів.

## Опис
Птах завдовжки 22-24 см, вагою 22-30 г. Це птах з міцною і стрункою зовнішністю, великою округлою головою, конусоподібним і міцним дзьобом, короткими ногами, довгими крилами і довгим хвостом з роздвоєним кінцем, кінчики якого розходяться, вигинаючись назовні в дистальній половині. Оперення глянцево-чорне з відтінками від бронзового до синьо-зеленого. Дзьоб і ноги чорнуватого кольору, очі темно-карі.

## Спосіб життя
Трапляється парами або поодинці. Харчується комахами, їх личинками та іншими безхребетними, які знаходяться на землі, в польоті або серед гілок та листя дерев та кущів. Також ласує нектаром, який висмоктує безпосередньо з квітів. Моногамний птах. Сезон розмноження триває з кінця лютого по червень. Невелике чашоподібне гніздо серед гілок дерев будують обидва партнери. У кладці 2-4 коричнево-рожевих яєць. Насиджують також обидва батьки по черзі. Інкубація триває три тижні. Пташенята залишають гніздо приблизно через 20 днів після народження, але самостійними стають через місяць.

## Підвиди
- Dicrurus aeneus aeneus Vieillot, 1817 — номінальний підвид, широко поширений на більшій частині ареалу;
- Dicrurus aeneus malayensis (Blyth, 1846) — поширений на південному сході ареалу (південь Малайського півострова, Суматра і Борнео);
- Dicrurus aeneus braunianus (Swinhoe, 1863) — ендемік Тайваню.